# Shunichiro Zaitsu
Shunichiro Zaitsu (財津 俊一郎, Zaitsu Shunichirō; Fukuoka, 23 januari 1987) is een Japans voormalig voetballer. Hij stond onder contract bij Shimizu S-Pulse, Shonan Bellmare en Ganju Iwate.

## Statistieken
| Seizoen | Club              | Land   | Competitie | Wed. | Goals |
| ------- | ----------------- | ------ | ---------- | ---- | ----- |
| 2005    | Shimizu S-Pulse   | Japan  | J-League   | 4    | 0     |
| 2006    | Shimizu S-Pulse   | Japan  | J-League   | 0    | 0     |
| 2007    | Shimizu S-Pulse   | Japan  | J-League   | 0    | 0     |
| 2007    | → Shonan Bellmare | Japan  | J-League 2 | 8    | 0     |
| Totaal  | Totaal            | Totaal | Totaal     | 12   | 0     |